# Lex Canuleia
La lex Canuleia (llatí: Lex Canuleia de conubio patrum et plebis) va ser una llei establerta l'any 309 de la fundació de Roma (445 aC) a proposta del tribú de la plebs Gai Canuleu, quan eren cònsols Marc Genuci i Gai Curci. Atorgava a la plebs el dret de Connubium (casament) amb els patricis, contra el que fins llavors establien les Lleis de les dotze taules. Un altre apartat establia que els tribuns amb potestat consolar se seleccionarien entre patricis i plebeus.